# Karel Torfs
Maria Henricus Carolus (Karel) Torfs (Boechout, 2 februari 1912 – Ekeren, 1 februari 2002) was een Belgisch componist, dirigent en fluitist.

## Levensloop
Hij was zoon van  Paulina Ludovica Van Thielen en diamantslijper Joannes Henricus Torfs
Torfs studeerde dwarsfluit bij Ferdinand Falck aan het Koninklijk Vlaams Conservatorium in Antwerpen. Tevens studeerde hij er harmonieleer bij Emiel Constant Verrees. Nadat hij afgestudeerd was, werd hij orkestmusicus bij onder meer de Franse Opera in Antwerpen. In 1933 werd hij militair muzikant bij de Ardense Jagers in Arlon en studeerde verder aan het conservatorium van Luxemburg; in 1946 werd hij overgeplaatst naar Mechelen. Hij studeerde verder via privéstudies bij Godfried Devreese en Karel De Schrijver voor harmonie, contrapunt, fuga en orkestratie en haalde ondertussen in 1946 zijn diploma kapelmeester Vijf jaar later was hij kapelmeester van een in Duitsland gelegerde brigade. In 1955 werd hij benoemd tot luitenant. Dit mondde op 11 februari 1957 uit tot een benoeming door de Minister van Landsverdediging tot dirigent van het Groot Harmonieorkest van de Belgische Gidsen in Brussel. In deze functie bleef hij tot het einde van het jaar 1961; hij werd er tot erekapelmeester benoemd.
Ook in het civiele leven was Torfs in de blaasmuziek werkzaam. Zo was hij onder andere dirigent van de Koninklijke Fanfare "Sinte Cecilia", Londerzeel van het midden van de jaren vijftig tot 1980 en oogstte met dit fanfarekorps grote successen in binnen- en buitenland. Ook bij de Koninklijke Katholieke Fanfare "De Vrije Vlaamse Zonen", Kapelle-op-den-Bos was hij van 1963-1978 dirigent. Zelf was hij ook wel jurylid bij concoursen.

## Composities
Als componist was hij een actief medewerker om het repertoire van de harmonie- en fanfareorkesten te verrijken.

### Werken voor harmonie- en fanfareorkesten
- 1958 Petite suite (was een verplicht werk bij sommige muziekwedstrijden)
- Fantasia ouverture
- Gildefeest
- Kabouterdans
- Musica simplice
- Rapsodie op twee Vlaamse Volksliederen
- Tarantella

- Biblioteca Nacional de España: XX4787950
- MusicBrainz: a57d6acf-34c0-4216-8fb4-291ee3f020ac
- Virtual International Authority File: 169836750
- WorldCat: E39PBJqfGpgbtKFPHbjWv9HBfq